# National Challenge Cup de 1988
A National Challenge Cup de 1988 foi a 75ª temporada da competição futebolística mais antiga dos Estados Unidos. Club España entra na competição defendendo o título.
O campeão da competição foi o St. Louis Busch Seniors, conquistando seu primeiro título, e o vice campeão foi o Greek-American AC.

## Participantes
| Entram na Primeira Fase |
| - Ayulta - Busch - Dallas Mean Green - Fresno International - Galveston International - Greek-American AC - Hellenic SC - King Taco - Madison 56ers - NY Pancyprian Freedoms - Philadelphia Inter - Spartans SC - Soccer City - Udinese SC |

## Premiação
| National Challenge Cup de 1988 |
| ------------------------------ |
| BUSCH Campeão (1º título)      |